# Андер Алькайне
Андер Алькайне (ісп. Ander Alcaine; нар. 20 грудня 1991, м. Хака, Іспанія) — іспанський хокеїст, воротар. Виступає за ХК «Бріансон» у Лізі Магнуса.
Виступав за ХК «Барселона».
У складі національної збірної Іспанії учасник чемпіонатів світу 2010 (дивізіон II) і 2011 (дивізіон I). У складі молодіжної збірної Іспанії учасник чемпіонатів світу 2008 (дивізіон II), 2009 (дивізіон II), 2010 (дивізіон II) і 2011 (дивізіон I). У складі юніорської збірної Іспанії учасник чемпіонатів світу 2006 (дивізіон II), 2007 (дивізіон III), 2008 (дивізіон II) і 2009 (дивізіон II).
Чемпіон Іспанії (2009).